# Melidectes nouhuysi
Melidectes nouhuysi là một loài chim trong họ Meliphagidae.